# Жовті квіти на зеленій траві
«Жовті квіти на зеленій траві» (в'єт. Tôi thấy hoa vàng trên cỏ xanh) — в'єтнамський драматичний фільм, знятий Віктором Ву за однойменним романом Ан Нгата Нгуйєна. Прем'єра стрічки у В'єтнамі відбулась 2 жовтня 2015 року. Фільм розповідає про дорослішання 12-річного хлопчика в невеликому в'єтнамському селі.
Фільм був висунутий В'єтнамом на премію «Оскар» за найкращий фільм іноземною мовою.

## У ролях
- Мей Г'єп
- Тін Вінь
- Май Тан
- Ханг Тронг